# Santo Adriano de Tuñón
La abadía de San Adriano de Tuñón o Santo Adriano de Tuñón es un templo de origen prerrománico situado en la parroquia asturiana de Tuñón, en el concejo de Santo Adriano (España). Fue declarado Monumento Nacional el 4 de junio de 1931.
El edificio pertenece al periodo postramirense del arte asturiano, ya que fue fundado y dotado por orden del rey Alfonso III el Magno y su esposa Jimena el 24 de enero del año 891 en presencia de los obispos de Coímbra, Iria Flavia, Astorga y Oviedo y el Abad Samuel. Estaba dedicada a los mártires Adriano y a su esposa Natalia, cuyos restos se encontraban en León y a los apóstoles Pedro, Pablo y Santiago.

## Descripción

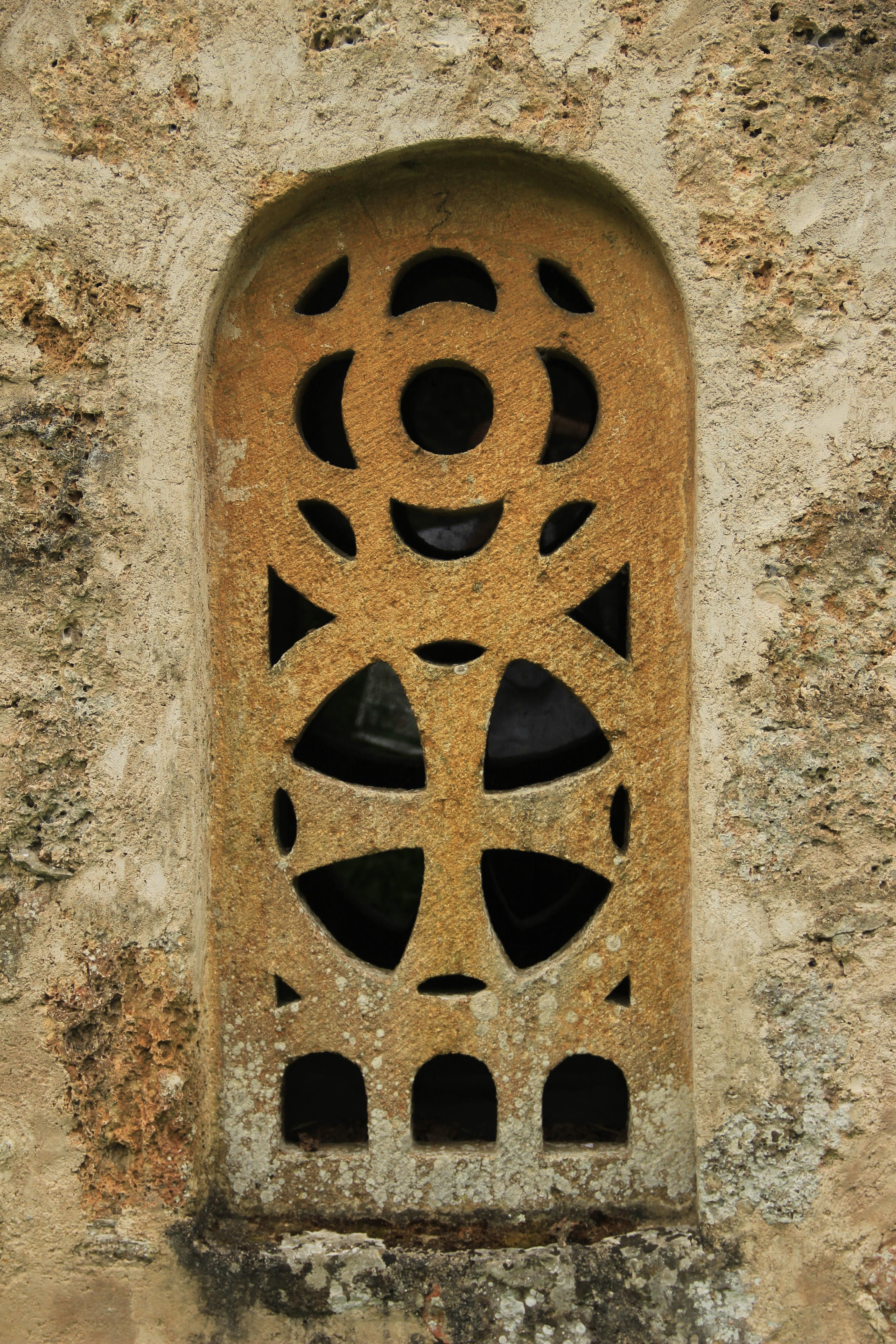
Detalle de las celosías

Se trata de una planta clásica basilical de tres naves con tres tramos separadas por arcos de medio punto apoyados sobre pilares rectangulares de piedra sin capiteles. En la construcción de la Iglesia se emplearon materiales como la mampostería, el Villarejo y los sillares de toba calcárea en las esquinas. Mismo material que veríamos en los vanos de las naves laterales. Tiene una cabezada triple rectangular (de tres ábsides). Las naves están cubiertas por techumbres planas de madera a dos aguas. En los ábsides hay bóvedas de cañón. Sobre el ábside central se encuentra una habitación a la que solo se puede acceder por el exterior. Dentro de esta iglesia hay muestras importantes de pintura mural en ábside central. En cuanto a los edificios ramirenses van a ser más decorados y con decoración visigoda geométrica y vegetal. También hay influencia del arte oriental.
Se cree que la abadía benedictina fue derribada para construir el cementerio.

## Reformas
A lo largo de la historia sufrió diversas reformas, siendo la primera en 1108 (Era del 1146) en presencia del Abad Eulalio, tal y como se puede ver en una lápida de 75 cm de alto por 50 cm de ancho que se encuentra colocada entre dos arcos de la arquería meridional.
La transcripción de la lápida es la siguiente: 

HOC TEMPLUM DEDICAVIT PELAGIUS EPISCOPUS OVETENSIS ERA MILLESIMA Cª XLª VIª IIIº IDUS AUGUSTI MEDIUM SCILICET ALTARE IN HONORE BEATORUM MARTIRUM ADRIANI ET NATALIE DEXTRUM UERO IN HONORE BEATORUM PETRI ET PAULI APOSTOLORUM SINISTRUM AUTEM IN HONORE BEATI IACOBI APOSTOLI SCEPTRI GERANTE REGE ADEFONSO REGIS FREDENANDI FILIO IN LEGIONE ET TOLETO IPSIQUE MONASTERIO PRESIDENTE ABBATE DONO EULALIO QUI IN IPSA DEDICACIONE TEMPLI SUPER TRIA PREDICTA ALTARIA TRES ARAS NOVAS POSUIT IN PRINCIPALI IGITUR ALTARI HORUM QUI SUBSCRIBUNTUR SANCTORUM SUNT RECONDITE RELIQUIE DE LIGNO DOMINI SANCTE MARIE VIRGINIS SANCTI MICHAELIS IOHANNIS BABTISTE SANCTORUM APOSTOLORUM PETRI ET PAULI SANCTI THOME APOSTOLI SANCTI IACOBI APOSTOLI SANCTI CIPRIANI EPISCOPI SANCTI PANTALEONIS MARTIRI SANCTORUM CLAUDII LUPERCI ET VICTORICI MARTIRUM SANCTI CLEMENTIS EPISCOPI ET MARTIRI SANCTI GEORGII MARTIRI SANCTI MARTINI EPISCOPI SANCTORUM SPERATI ET MARINE MARTIRUM SANCTORUM. COSME ET DAMIANI MARTIRUM SANCTE EOLALIE VIRGINIS ET MARTIRIS.

Su traducción según Emilio Olávarri es la siguiente: 

Pelayo, Obispo de Oviedo, dedicó este templo en la Era de 1146, en el día 3º de los Idus de Agosto, a saber: el altar del medio en honor de los Santos Mártires Adriano y Natalia, el de la derecha en honor de los Santos Apóstoles Pedro y Pablo y el de la izquierda en honor de Santiago Apóstol, siendo rey portador del cetro Alfonso, hijo de Fernando, en León y en Toledo y Abad Presidente del mismo monasterio Don Eulalio, quien en la misma dedicación del templo puso tres aras nuevas sobre los tres referidos altares. En el altar principal fueron depositadas las reliquias de estos santos que a continuación se señalan: del leño del Señor, de Santa María Virgen, de San Miguel, de Juan Bautista, de los Santos Apóstoles Pedro y Pablo, de Santo Tomás Apóstol, de Santiago Apóstol, del Obispo San Cipriano, de San Pantaleón Mártir, de los Santos Mártires Claudio, Lupercio y Victoricio, de San Clemente Obispo y Mártir, de San Gregorio Mártir, de San Martín Obispo, de los Santos Mártires Esperado y Marina, de los Santos Mártires Cosme y Damián, de Santa Eulalia Virgen y Mártir.

Entre los siglos XVII y XVIII se añadió una nave que prolongaba las originales y se construyó la actual espadaña y el imafronte. Se realizó una un recrecido del nártex, así como se añadió una tribuna de coro en el mismo. La restauración eliminó varias dependencias externas que estaban adosadas al exterior de la iglesia.
También fueron notables las reformas entre 1949 y 1954 dirigidas por Luis Menéndez Pidal, que redescubrió sus pinturas murales, entre las que destacan las de la capilla central con alegorías al Sol y la Luna. La última vez que se actuó en la iglesia fue en 1986, cuando fue sometida aun proceso de restauración y conservación por los arquitectos García Pola, Marques C. J. y Palacios J.